# بنك البحر الأسود للتنمية والتجارة
على بنك البحر الأسود للتجارة والتنمية هو المؤسسة المالية الدولية التي تخدم البلدان الأعضاء التي هي من الأعضاء المؤسسين لمنظمة التعاون الاقتصادي للبحر الأسود, منظمة اقتصادية إقليمية. وهو يدعم التنمية الاقتصادية والتعاون الإقليمي من خلال توفير القروض والضمانات الأسهم لمشاريع التنمية والمعاملات التجارية. البنك يدعم كلا من المؤسسات العامة والخاصة في البلدان الأعضاء ولا نعلق الشروط السياسية تمويله.
أهداف البنك تشمل تعزيز التجارة الإقليمية والروابط بين البلاد عبر مشاريع الاستثمار الأجنبي المباشر، ودعم الأنشطة التي تسهم في التنمية المستدامة، مع التركيز على توليد فرص العمل في البلدان الأعضاء ضمان أن كل عملية اقتصاديا وماليا الصوت. البنك المصرح به رأس المال بقيمة 3.45 مليار دولار.
منظمة البنك تحكمها اتفاقية إنشاء البنك ، للأمم المتحدة سجلت المعاهدة. الاتفاق حيز النفاذ في كانون الثاني / يناير 24, 1997. بدأت أنشطتها التنفيذية في حزيران / يونيه 1999.
موديز لخدمات المستثمرين معدلات البنك أيه 2 على المدى الطويل مع نظرة مستقبلية مستقرة.
ستاندرد آند بورز وكالة التصنيف تعيين البنك على المدى الطويل المصدر تصنيف "A-" مع نظرة مستقبلية مستقرة.

## إدارة
البنك يشرف عليها مجلس المحافظين ومجلس الإدارة من الرئيس وثلاثة نواب الرئيس والأمين العام. رئيس مجلس الإدارة والرئيس التنفيذي للبنك هو المدير. مجلس إدارة يعين نواب الرئيس والأمين العام. في عام 2018 ، ديمتري بانكين عين الرئيس لمدة أربع سنوات.

## الدول الأعضاء

member states

- ألبانيا
- أرمينيا
- أذربيجان
- بلغاريا
- جورجيا
- اليونان
- مولدوفا
- صربيا
- رومانيا
- روسيا
- تركيا
- أوكرانيا

## المنظمات المراقبة
المنظمات المراقبة للبنك، وتشمل:
- بنك التنمية الآسيوي
- البنك الأوروبي لإعادة الإعمار والتنمية
- بنك الاستثمار الأوروبي
- بنك الاستثمار الدولي
- مؤسسة التمويل الدولية
- وبنك الاستثمار النوردي
- <a href="./%D9%81%D9%8A%D8%A8%20%D8%A3%D8%B1%20%D8%A3%D9%81" rel="mw:WikiLink">فيب أر أف</a>

## وصلات خارجية
- الموقع الرسمي